# یان تیرسن
یان پیر تیرسن (به فرانسوی: Yann Pierre Tiersen) (زادهٔ ۲۳ ژوئن ۱۹۷۰) نوازنده و آهنگ‌ساز فرانسوی است. او پس از ساخت موسیقی متن فیلم اَمِلی به شهرت بین‌المللی دست یافت.
از شناسه‌های موسیقی او استفاده از سازهای متعدد در کنار تنظیم‌های مینی‌مالیستی است، که گاهی الهام‌هایی برگرفته از موسیقی کلاسیک اروپا و موسیقی فولک فرانسوی نیز در آن به‌گوش می‌رسد. ترکیب محبوب تیرسن معمولاً پیانو با آکاردئون یا ویولن به همراه سازهای دیگری هم‌چون ملودیکا، هارپسیکورد، زایلوفون، کیندرکلاویر، ondes martenot و حتی صدای وسایلی مانند ماشین تایپ است.
موسیقی او آثار هنرمندانی مانند فردریک شوپن، اریک ساتی، فیلیپ گلَس و مایکل نایمن را به یاد شنونده می‌آورد.

## آلبوم‌ها
آلبوم‌های این هنرمند عبارتند از:
والس هیولاها یا پادشاه هیولاها (۱۹۹۵)، مسیر آبشار (جادهٔ آبشار) (۱۹۹۶)، فانوس دریایی (۱۹۹۸)، همه چیز آرام است (۱۹۹۹)، فصل تیره یا فصل سیاه (۱۹۹۹)، موسیقی سرنوشت شگفت انگیز املی پولن (۲۰۰۱)، غایب یا مفقود (۲۰۰۱)، در اینجا بود (۲۰۰۲)، موسیقی فیلم خداحافظ لنین یا بدرود لنین (۲۰۰۳)، یان تیرسن و شانون رایت (۲۰۰۴)، بازگشت به خانه (۲۰۰۵)، در تور (۲۰۰۶)، موسیقی فیلم تبرلی (۲۰۰۸)، کوچهٔ گرد و غبار (۲۰۱۰)، افق (۲۰۱۱)، بی‌نهایت (۲۰۱۴)، اوسا (۲۰۱۶) (EUSA)